# Михайловка (Дунаевецкий район)
Михайловка (укр. Михайлівка) — село в Дунаевецком районе Хмельницкой области Украины.
Население по переписи 2001 года составляло 506 человек. Почтовый индекс — 32434. Телефонный код — 3858. Занимает площадь 1,881 км². Код КОАТУУ — 6821886201.

## Местный совет
32454, Хмельницкая обл., Дунаевецкий р-н, с. Михайловка